# Klainedoxa
Klainedoxa es un género de árboles perteneciente a la familia Irvingiaceae. Es originario del África tropical. La especie tipo es Klainedoxa gabonensis Pierre ex Engl.. 

## Taxonomía
El género fue descrito por Jean Baptiste Louis Pierre & Heinrich Gustav Adolf Engler y publicado en  Die Natürlichen Pflanzenfamilien  3(4): 227 en el año 1896.

## Especies
- Klainedoxa gabonensis Pierre ex Engl.
- Klainedoxa lanceolata Baill. ex Tiegh.
- Klainedoxa latifolia Pierre ex Tiegh.
- Klainedoxa longifolia Pierre ex Tiegh.
- Klainedoxa macrophylla Pierre ex Tiegh.
- Klainedoxa sphaerocarpa Tiegh.
- Klainedoxa thollonii Tiegh.
- Klainedoxa trillesii Pierre ex Tiegh.
- Klainedoxa tripyrena Tiegh.[2]